# Serie Philips Tele-Spiel
Tele-Spiel è una serie di console prodotte da parte di Philips tra il 1975 e il 1978, appartenenti alla prima generazione. Fu una delle prime console presenti sul mercato europeo. Il primo modello (ES-2201) è molto simile al Magnavox Odyssey, e come essa usa delle cartucce.
La console ha diversi nomi a seconda del paese europeo in cui veniva venduta; Tele-Spiel in Germania, Tele-Game nel Regno Unito, Tele-Spel nei Paesi Bassi e Tele-Peli in Finlandia. In tutti i paesi il nome voleva semplicemente dire "Tele-gioco". Il codice della console (per esempio ES-2201) era invece identico in tutti i paesi.

## Tele-Spiel ES-2201

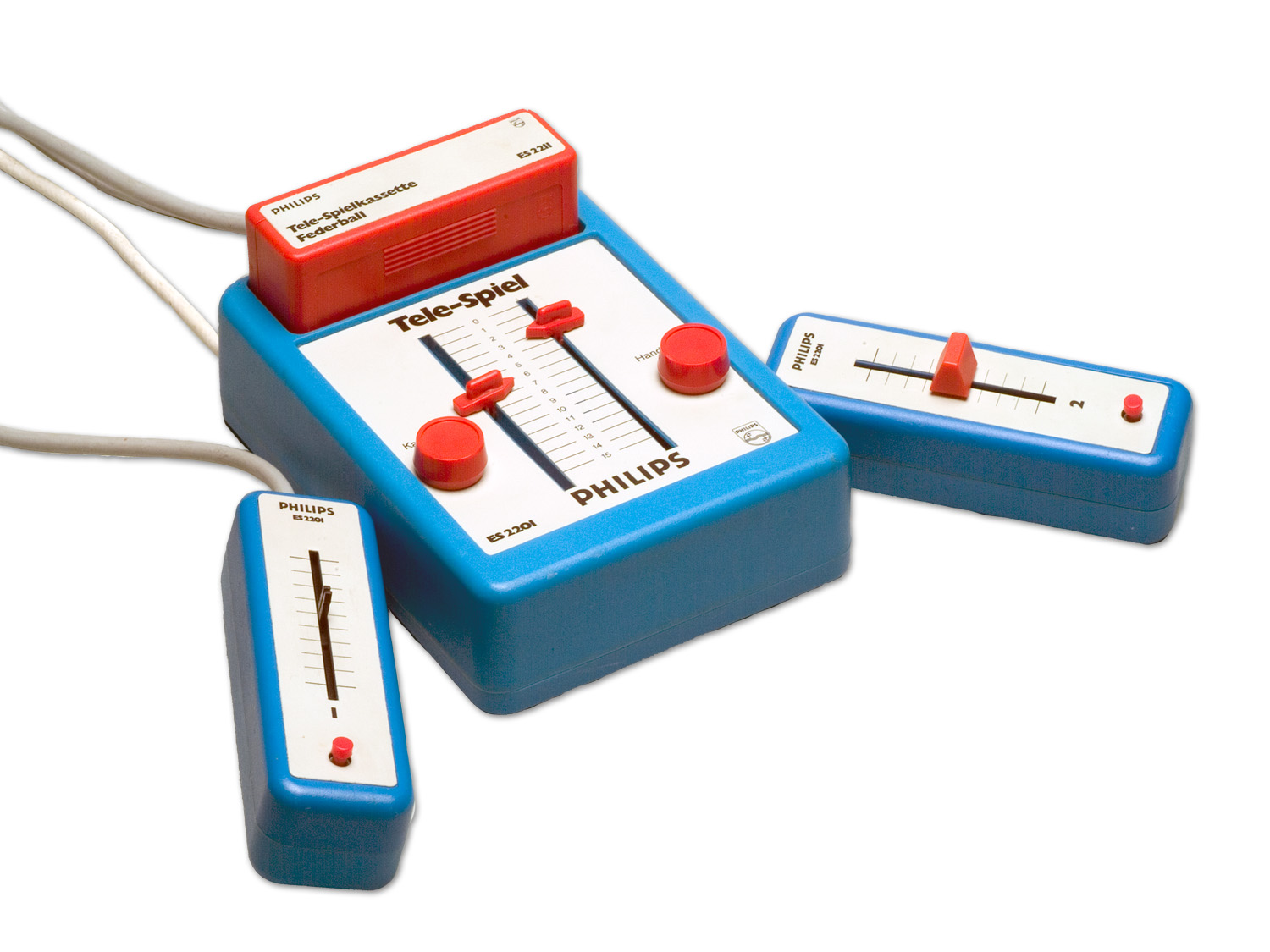
La console con inserita la cartuccia ES2211

È la prima console della serie ed è stata venduta dal 1975 al 1976. La sua vendita ha seguito di un solo anno l'inizio della vendita in Europa della console Magnavox Odyssey.
Le cartucce di paesi diversi potevano funzionare su qualsiasi versione della console
A causa del prezzo troppo alto e della necessità di cartucce aggiuntive, la console ES-2201 non divenne molto popolare. Per questo motivo nel 1976 fu ritirata e rimpiazzata con quattro nuovi modelli, sempre di tipo simil-Pong usando però una soluzione a chip unico (alcuni giochi subito disponibili nella console senza la necessità di cartucce): Philips Tele-Spiel ES-2203/2204 e Philips Tele-Spiel ES-2208/2218 Las Vegas.

### Caratteristiche
Il Tele-Spiel ES-2201 è uno dei pochi sistemi di gioco della prima generazione che utilizzava le cartucce. Il sistema senza la cartuccia in verità già implementava le logiche di tutti i giochi; la cartuccia serviva unicamente a completare lo schema del circuito, permettendo di selezionare di volta in volta la modalità di gioco, dimensione e forma dei giocatori e collisioni. L'ES-2201 non aveva un circuito integrato unico ma era fabbricato a partire da sette chip CMOS.
Per controllare l'ES-2201 si usavano due insoliti controller removibili: su di essi non vi era un paddle (quasi uno standard per le console di questa generazione) ma un cursore meccanico che scorreva lungo un solco (un potenziometro lineare). Sullo stretto e lungo controller vi era anche un piccolo bottone. Il controller non si connetteva alla console ma direttamente al lato posteriore delle cartucce.
Il corpo principale della console includeva anche due rotelle e due cursori. Le rotelle erano usate per selezionare la frequenza del canale TV e per selezionare il livello di difficoltà; i cursori erano utilizzabili per tenere il conteggio dei punti dato che la console non li mostrava sullo schermo del televisore. Questi ultimi non erano in alcun modo collegati con la circuiteria della console ed erano quindi da gestire manualmente.
L'ES-2201 era alimentato da una pila a 9 volt e si connetteva alla televisione attraverso il connettore dell'antenna; l'immagine era in bianco e nero.

### Videogiochi
Ogni cartuccia permette di giocare con un singolo gioco.
| Num. | Inglese        | Tedesco            | Corrispondente italiano   | Codice  | Note                                   |
| ---- | -------------- | ------------------ | ------------------------- | ------- | -------------------------------------- |
| 1    | Badminton      | Federball          | Tennis                    | ES-2211 | Incluso nella confezione della console |
| 2    | Pelota         | Trainingswand      | Palla basca               | ES-2212 |                                        |
| 3    | Skeet Shooting | Tontaubenschiessen | Tiro a volo di tipo skeet | ES-2213 |                                        |
| 4    | Racing         | Autoslalom         | Corsa                     | ES-2214 |                                        |
| 5    | Ghostchaser    | Phantomjagd        | Acchiappafantasmi         | ES-2215 |                                        |

## Tele-Spiel ES 2203 Las Vegas

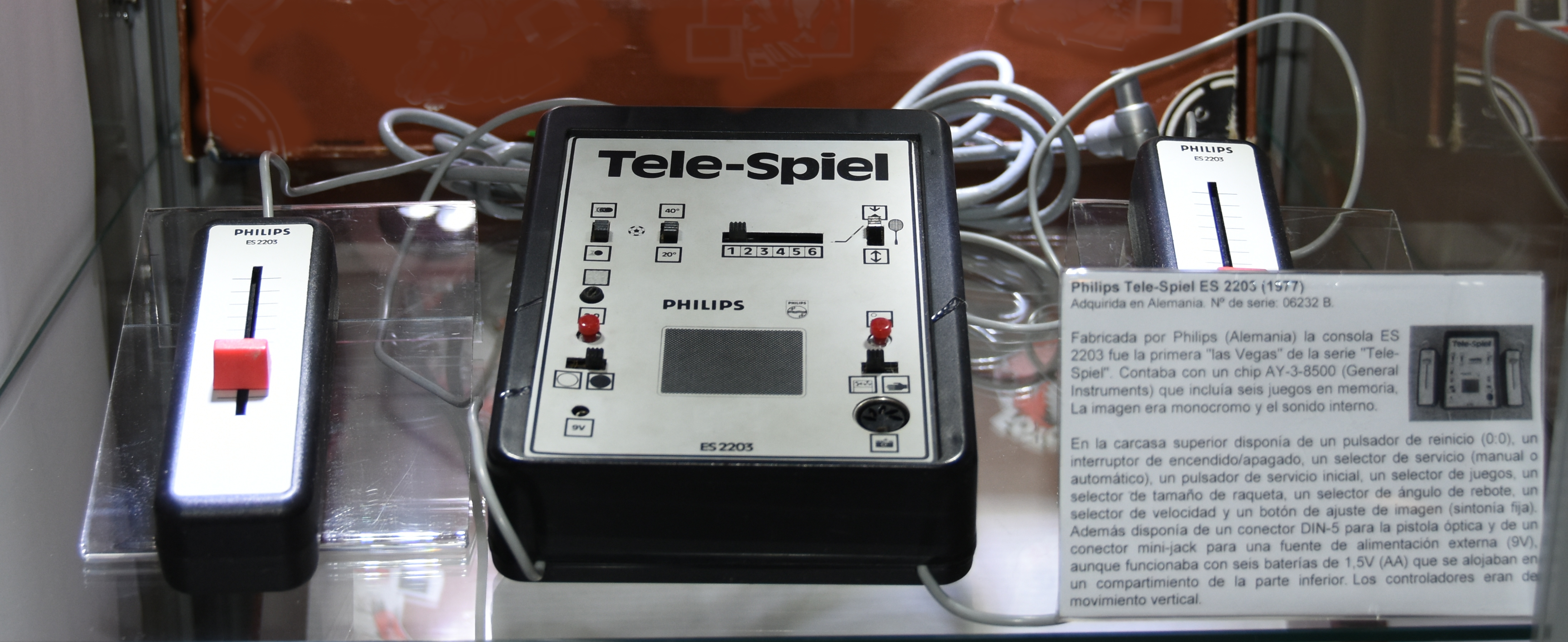
Tele-Spiel ES 2203

Console venduta a partire dal 1977. Realizzata a partire dal chip General Instruments AY-3-8500 che integrava al suo interno tutta la logica dei giochi e la generazione sonora ("Pong su un chip"). Le schermate erano in bianco e nero. Non erano previste cartucce. I controller della console era come quelle della ES 2201 ma senza pulsante. La console permetteva di giocare ai sei giochi del chip tra cui i due giochi con la pistola ottica.

## Tele-Spiel ES 2204

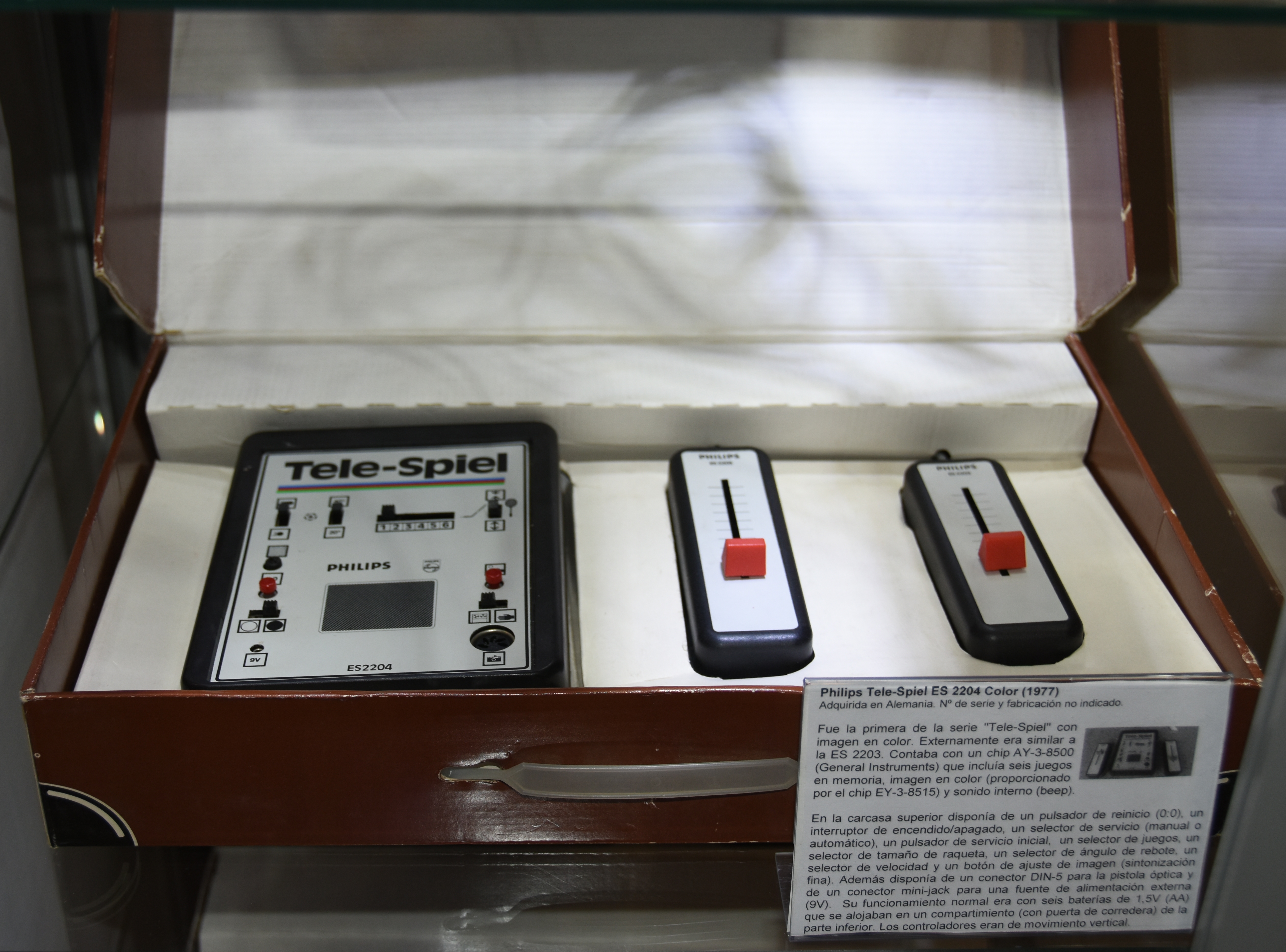
Tele-Spiel ES 2204

Console venduta a partire dal 1977. Era identica alla ES 2203 tranne che le schermate erano a colori grazie all'aggiunta del chip AY-3-8515.

## Tele-Spiel ES 2207 Travemünde

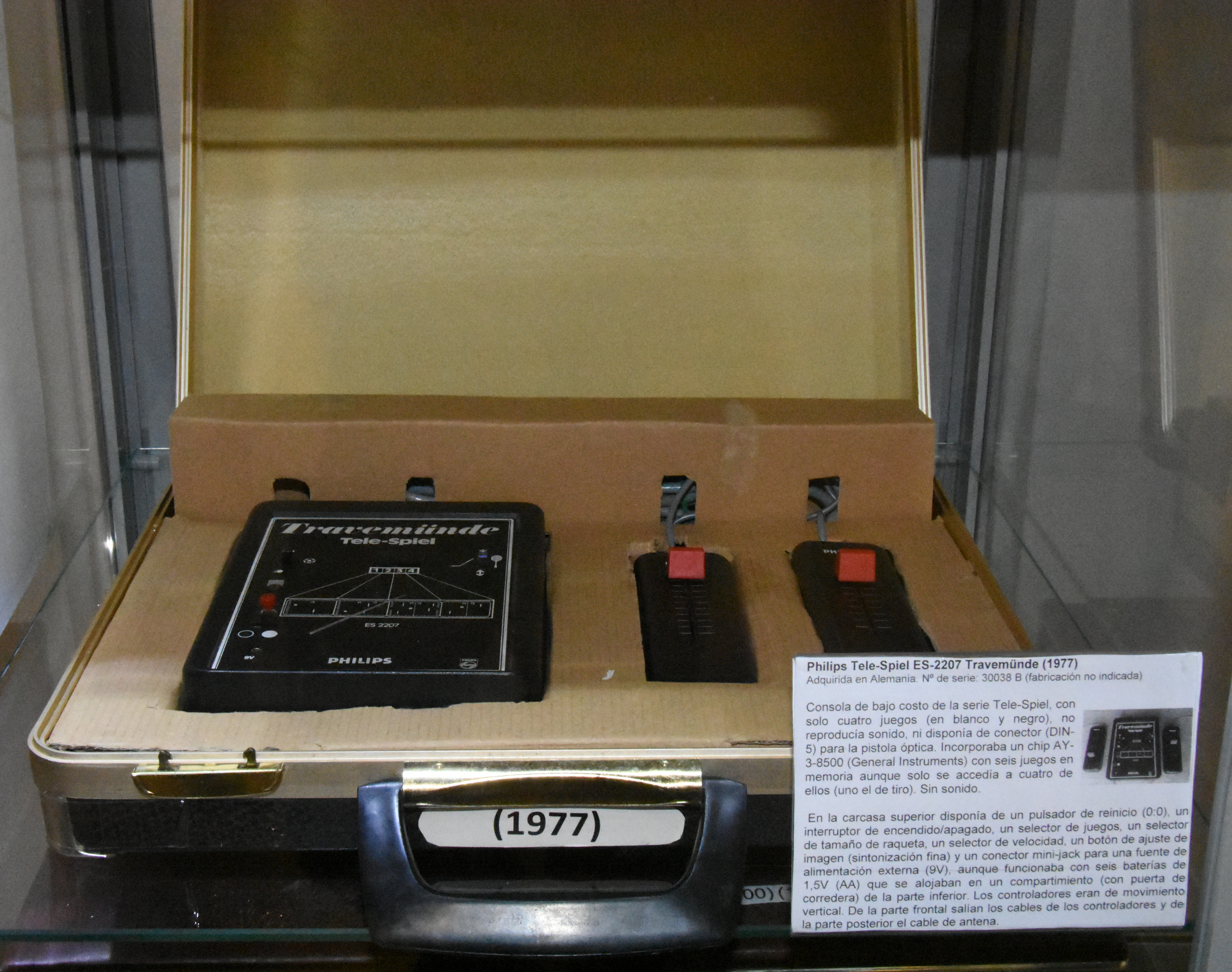
Tele-Spiel ES 2207 Travemünde

Console commercializzata a partire dal 1977. Realizzata anch'essa a partire dal chip General Instruments AY-3-8500. Il corpo della console è in plastica nera con scritte bianche. I due controller neri rimovibili erano anch'essi realizzati con un cursore meccanico che scorreva lungo un solco senza nessun bottone. La console permetteva di giocare a quattro dei sei giochi presenti sul chip.

## Tele-Spiel ES 2208 Las Vegas super color

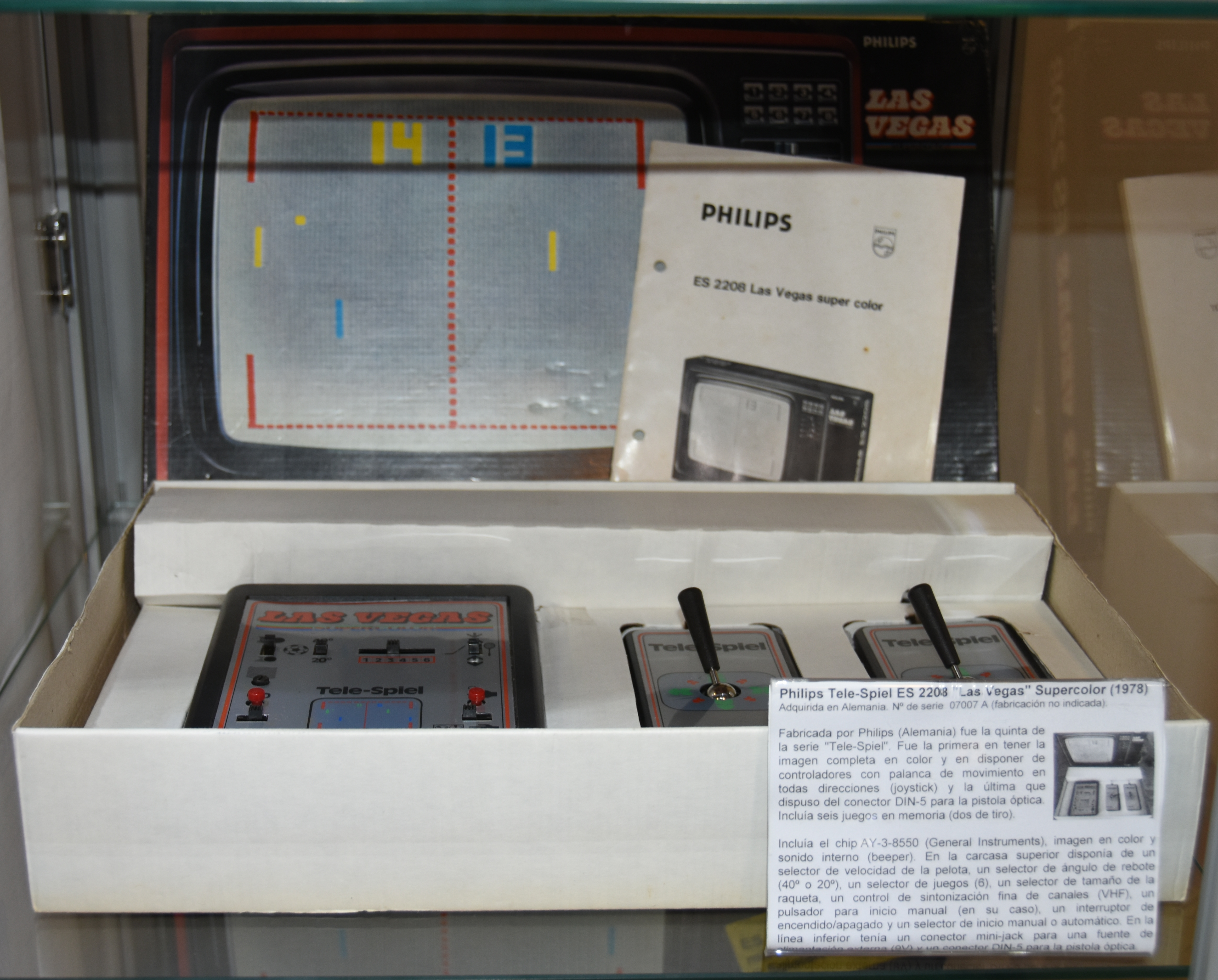
Tele-Spiel ES 2208 Las Vegas Supercolor

Console venduta a partire dal 1978. Anche questa console utilizzava un unico chip ma in questo caso era il General Instruments AY-3-8550. Aveva gli stessi giochi dell'AY-3-8500 ma con l'aggiunta del movimento orizzontale del giocatore. Non erano previste cartucce. Il controller per le due console erano due joystick removibili per poter ottenere anche il movimento orizzontale.

## Tele-Spiel ES 2218 Las Vegas

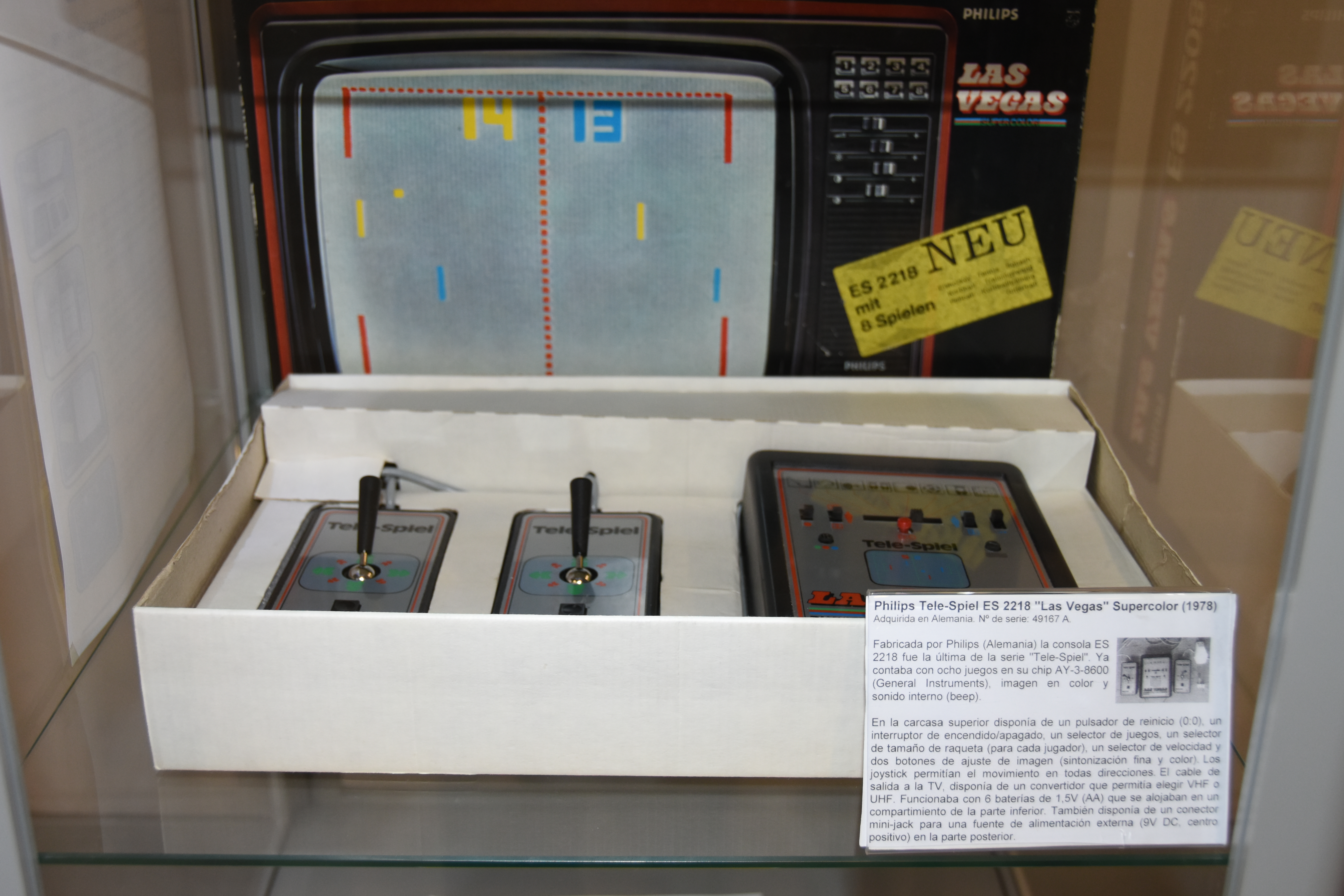
Tele-Spiel ES 2218 Las Vegas

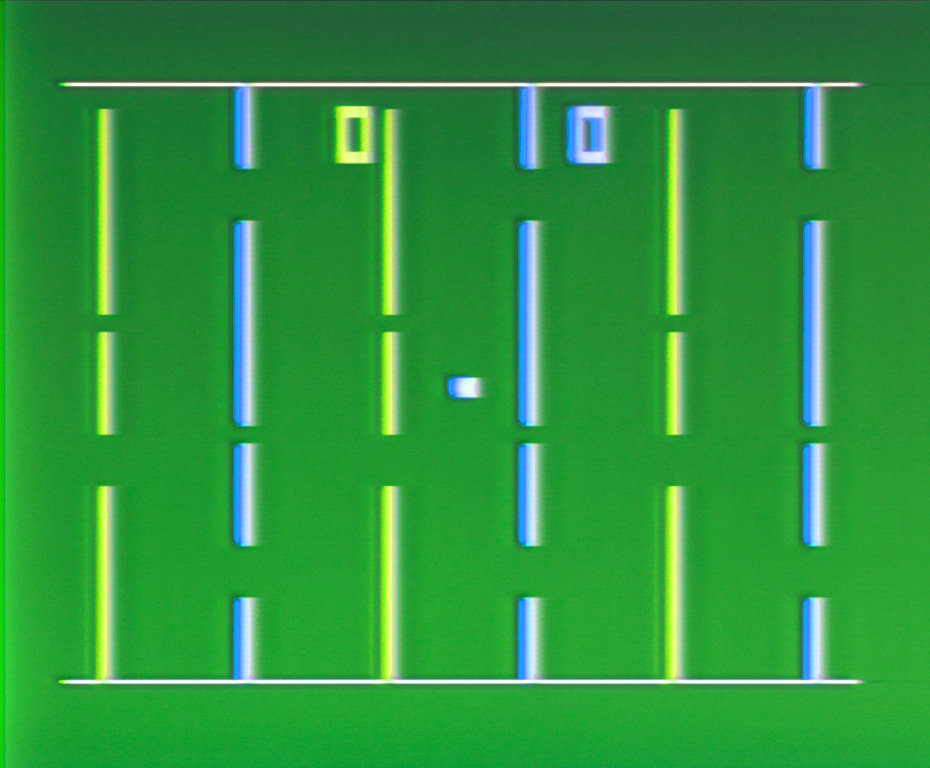
Gridball a colori, come sulla Philips Tele-Spiel ES 2218 Las Vegas, ricavata dal Prinztronic Tournament Colour Programm 2000 che usava lo stesso chip

Console venduta a partire dal 1978. Identica alla ES 2208 ma costruita a partire dal chip AY-3-8600 della General Instruments.  Supportava otto giochi del chip sempre di tipo simil-Pong.